# Hashtrud
Haschtrud (persisch هشترود) ist eine Stadt in der Provinz Ost-Aserbaidschan im Nordwesten des Iran. Im Jahr 2006 hatte Haschtrud hochgerechnet 18.418 Einwohner.

## Verkehr
Die Stadt liegt an der Bahnstrecke Teheran–Täbris.